# Marine soviétique
La Marine soviétique (en russe : Военно-морской флот СССР, Voyenno-morskoy flot SSSR, littéralement « Forces militaires navales de l'URSS ») était la marine de guerre de l'Union soviétique. À son apogée, elle fut la deuxième flotte militaire maritime du globe (1 742 navires de combat, amphibies et de soutien représentant 3 525 050 de tonnage contre 523 navires  de combat, amphibies et de soutien représentant 4 142 830 de tonnage pour l'United States Navy au 1er novembre 1985) et une des branches les plus fortes de l'Armée rouge.
La garde côtière dépend des Troupes frontalières soviétiques sous contrôle de la police politique, le KGB depuis 1954. Elle dispose durant la guerre froide de dizaines de corvettes et de centaines de patrouilleurs.

## Historique

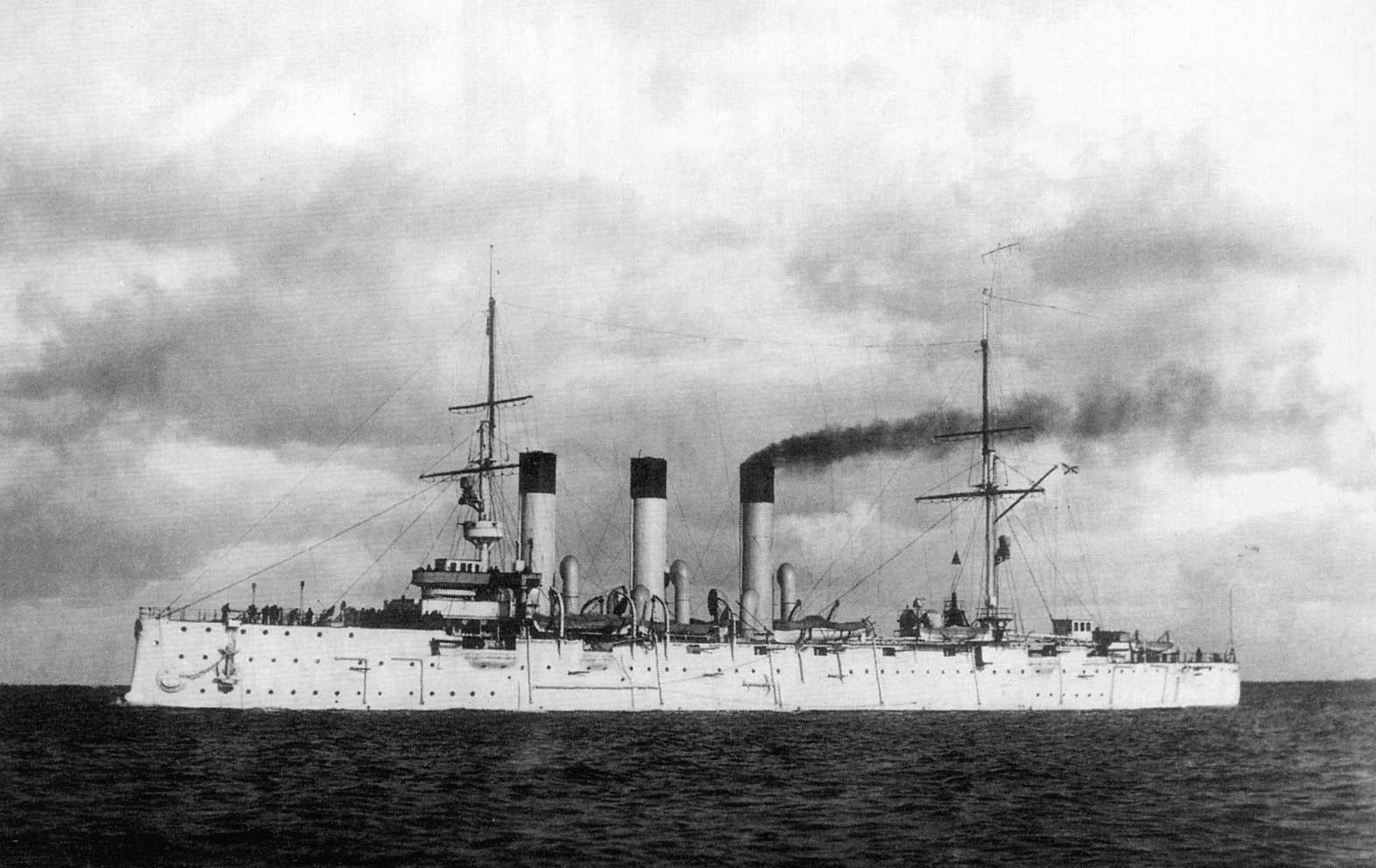
Le croiseur Aurore, l'un des symboles de la révolution de 1917.

La révolte d'une partie du personnel de la Marine impériale russe fut un des catalyseurs de la Révolution russe.
L'insurrection des 27 000 marins et soldats de la base navale de Cronstadt située dans la baie de Pétrograd en mars 1921 en conjonction avec les révoltes paysannes enflammant le pays (Nestor Makhno et l'armée révolutionnaire insurrectionnelle ukrainienne) a notamment obligé Lénine à réviser sa politique économique pour ouvrir l’ère de la Nouvelle politique économique.

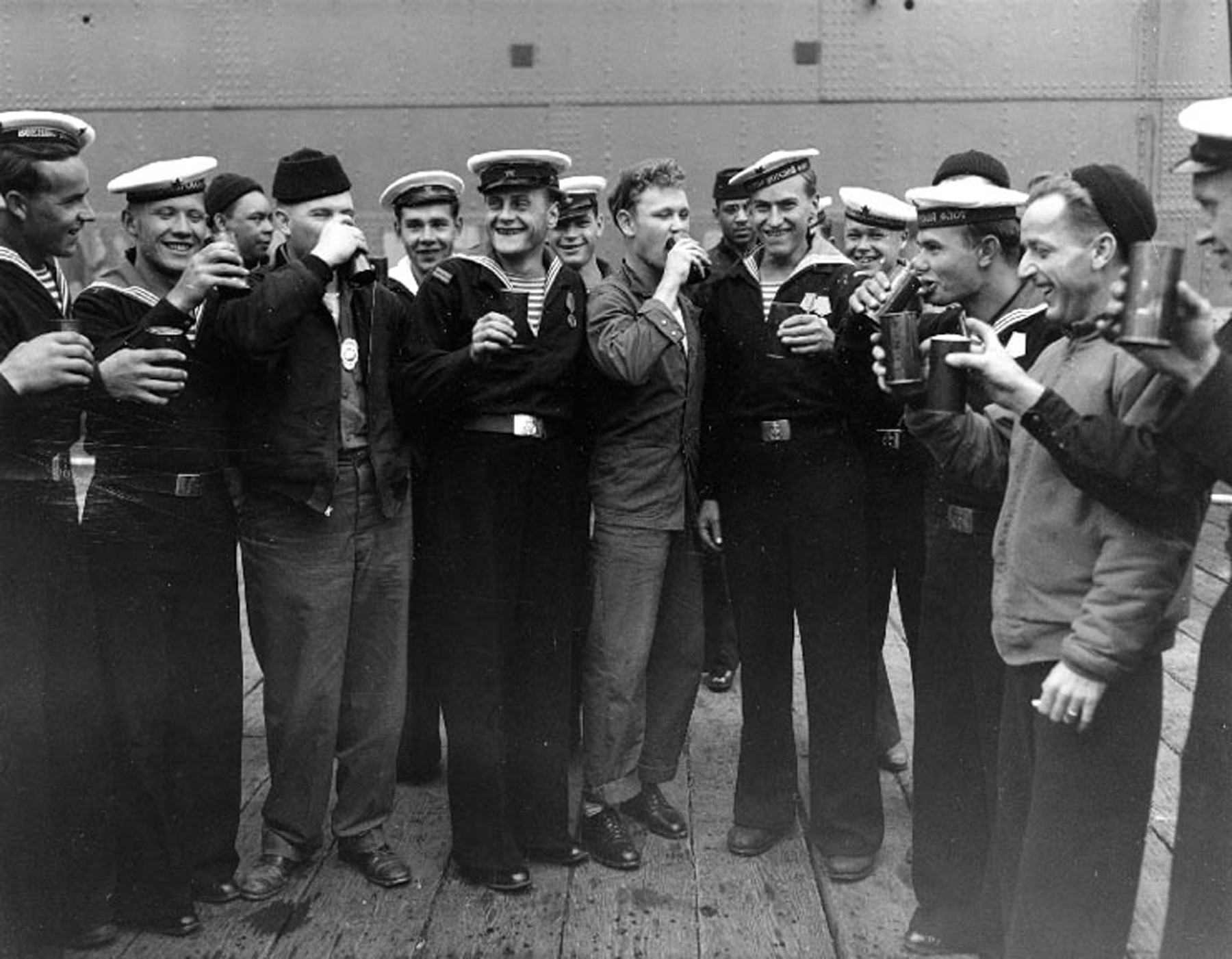
Marins soviétiques et américains en Alaska lors de l' de transfert de navires américains à l'URSS célébrant la reddition du Japon en 1945.

Après avoir été longtemps une flotte de défense côtière, elle a joué un rôle mineur dans la Grande Guerre patriotique, bien qu'en 1941 elle possédât la première force sous-marine du monde, celle-ci ayant particulièrement souffert durant ce conflit fournissant l'immense majorité des 137 navires soviétiques perdus durant cette période,. Les principaux navires naufragés sont  1 cuirassé, 2 croiseurs, 34 destroyers, 103 sous-marins et 8 escorteurs.
Elle participa entre autres à la protection des convois de l'Arctique dans sa zone de responsabilité à hauteur de la Norvège, à l'invasion des Îles Kouriles en août 1945 et ses attaques causèrent quelques-uns des plus meurtriers naufrages de l'histoire comme ceux du navire de croisière Wilhelm Gustloff et du General von Steuben début 1945.
Elle reçut pendant le conflit des navires des nations alliées en prêt-bail. Entre autres, le cuirassé HMS Royal Sovereign le 30 mai 1944 de la part du Royaume-Uni, tandis que l'opération Hula (en) qui se déroula à Cold Bay en Alaska voit entre le 16 avril 1945 et le transfert des quatre derniers navires le 4 septembre 1945, le détachement de l'US Navy 3 294 formé quelque 12 000 membres de la Marine soviétique — environ 750 officiers et 11 250 marins — et transféré 149 navires et embarcations sur un total de 344 allant de la frégate au dragueur (et un croiseur ancien). Ces navires furent rendus ou mis à la ferraille après le conflit.
|                  | Flotte soviétique en 1941 |
| ---------------- | ------------------------- |
| Navires de ligne | 3                         |
| Croiseurs        | 9                         |
| Destroyers       | 78                        |
| Sous-marins      | 240                       |
| Divers           | 840                       |

Les effectifs de la marine ne dépassèrent jamais 5,3 % des forces armées, avec un minimum à 3,3 % en avril 1943, et la moitié fut utilisée à terre en soutien d'armée.
La guerre froide a vu considérablement se développer la marine de guerre de l’Union soviétique qui se retrouva dès 1958 au deuxième rang mondial et donna des réelles frayeurs aux stratèges de l’OTAN sous l’impulsion de l’amiral Gorchkov qui présida à sa destinée pendant plusieurs décennies et la transforma en marine de haute mer.
La marine soviétique fut partie prenante de la crise des missiles de Cuba avec l'envoi de plusieurs sous-marins dans les eaux américaines lors de l'opération Kama.
La même année, un conflit peu médiatisé opposant l'Indonésie à son ancienne puissance coloniale, les Pays-Bas, au sujet du statut de la Nouvelle-Guinée néerlandaise faillit voir l'entrée en guerre de douze sous-marins soviétiques officiellement sous pavillon indonésien aux côtés de l'Indonésie le 5 ou le 10 août 1962. Cette région fut finalement transférée à l'Indonésie après l'accord de New York.
En 1970, le tonnage de la flotte atteint 1 500 000 tonnes et sa flotte sous-marine compte plus de 350 unités, ses plus grands bâtiments de surface sont deux croiseurs porte-hélicoptères de la classe Moskva ; son personnel comprend à cette date 475 000 hommes environ, dont 170 000 embarqués, 40 000 pour l'aviation navale, 265 000 pour l'infanterie de marine, le personnel de la défense côtière et l'administration centrale. Les manœuvres Océan-70 ont mis en œuvre simultanément, pendant un mois, environ 200 bâtiments de tous types appuyés par l'aviation navale russe dans l'Atlantique, l’Arctique, l'océan Pacifique et l'océan Indien. Jusqu'ici, seul l'US Navy pouvait organiser un tel déploiement de forces.
La marine soviétique définissait les bâtiments appartenant à la catégorie des « croiseurs » différemment de son homologue américain, considérant les bâtiments équivalents aux frégates américaines comme des « croiseurs ». En 1974, seuls six bâtiments de l'US Navy en service étaient classifiés en tant que croiseurs alors que les Soviétiques avaient 19 croiseurs en service et sept supplémentaires en cours de construction. Les croiseurs soviétiques, à l'exception de deux d'entre eux, étaient des bâtiments de taille relativement réduite, plus proche des frégates que des croiseurs américains (qui étaient bien plus grands). Cela conduisit à la reclassification des navires de l'United States Navy en 1975 pour éliminer le « déficit de croiseurs » perçu.
À la dissolution de l'URSS fin 1991, ce fut la marine russe qui reçut l'immense majorité des navires et aéronefs de la défunte marine soviétique.

## Stratégie
Compte tenu de sa position géographique (cf. infra) et de celle de son principal ennemi, les États-Unis, pendant la guerre froide, l'Union soviétique a adopté une doctrine stratégique navale de puissance terrestre. Ainsi, l'accent est mis sur la destruction des moyens navals ennemis plutôt que sur l'action vers la terre. Tout cela explique l'accent mis sur les sous-marins et le peu de développements de moyens de débarquement ou de porte-avions.

## Déploiement

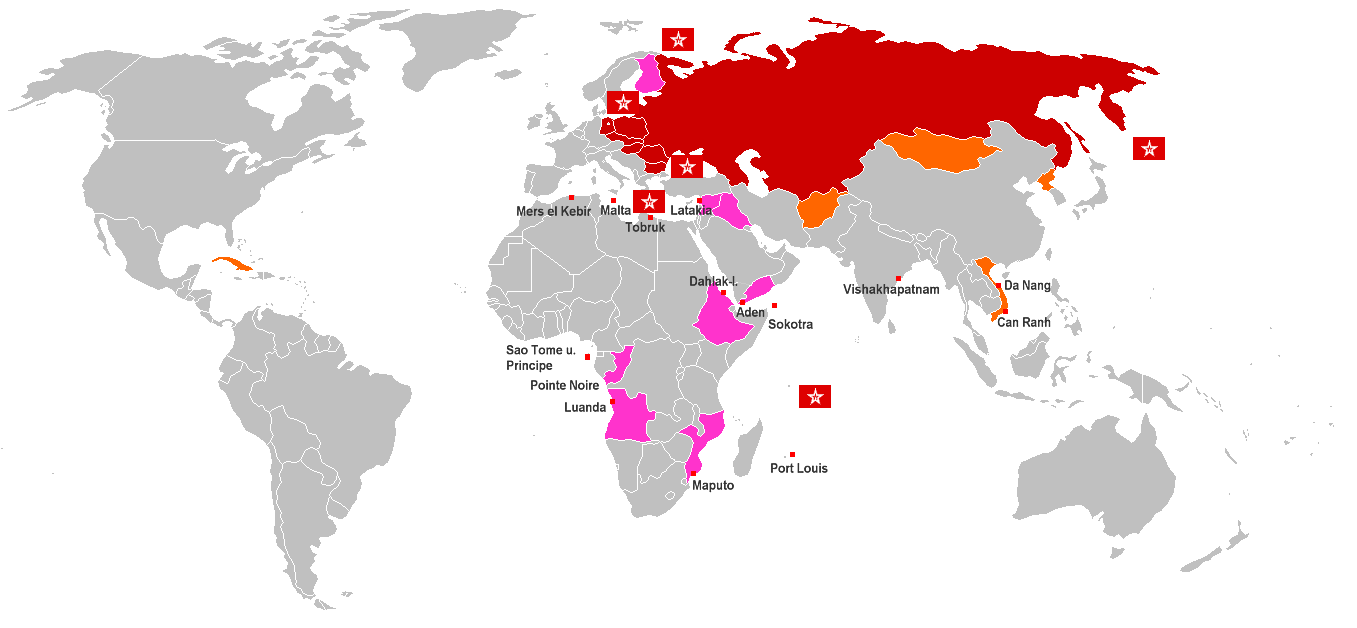
Déploiements et bases de la marine soviétique en 1984.

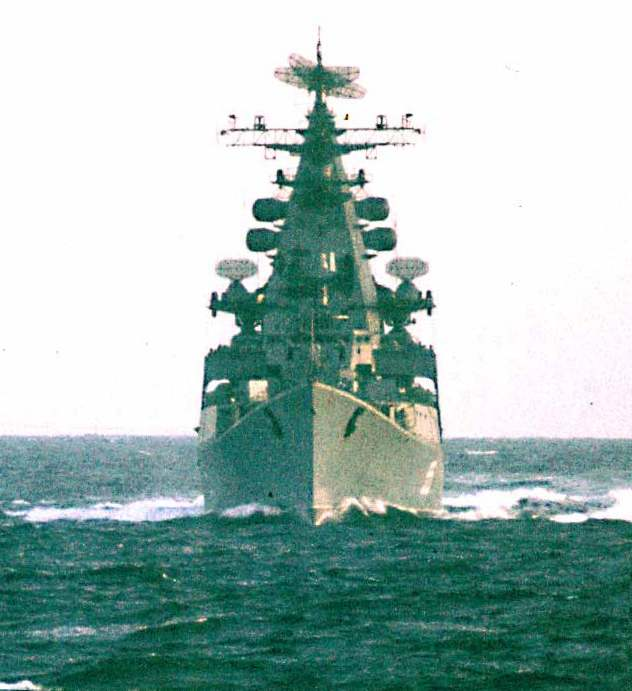
Croiseur de classe Kresta en 1970.

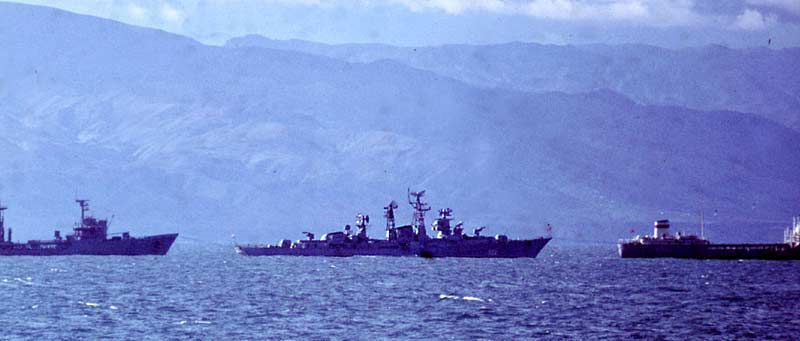
Frégate de classe Kashin au Maroc en 1970.

La marine soviétique est (comme encore actuellement la marine russe) divisée en quatre flottes et une flottille :
- La flotte du Nord : la plus importante lors de la guerre froide, stationnée dans la péninsule de Kola, au-delà du cercle polaire arctique, les bases de SNLE dans la région de Mourmansk, dont Zapadnaïa Litsa, faisaient de cette zone la plus nucléarisée de la planète. La majorité des grands bâtiments de surface et la moitié des sous-marins étaient affectés à cette flotte.
- La flotte du Pacifique : basée dans l’Extrême-Orient russe, principale base à Vladivostok, l’autre partie des SNLE et une partie des SNA et des navires de surfaces étaient affectés à cette flotte.
- La flotte de la Baltique : basée à Leningrad et à Kaliningrad, comprend des unités légères.
- La flotte de la mer Noire : basée principalement en Crimée à Sébastopol, comprend des unités lourdes et légères.
- La flottille de la mer Caspienne : basée principale à Astrakhan, comprend des unités légères.

Outre-mer, la flotte soviétique maintenait des escadres en permanence à partir des années 1970 :
- En Méditerranée, 35 à 40 navires en permanence, ports ouverts en Syrie, Libye et Malte.
- Dans l’océan Indien, 25 navires en permanence, base au Yémen et en Éthiopie.
- En mer de Chine méridionale, 15 navires en moyenne, base au Viêt Nam.
- En Afrique occidentale, 5 à 8 navires en moyenne, base en Angola.
- En mer des Antilles, 1 à 3 navires basé(s) à Cuba.

## Missions
Elle s’est vue investie d’une double mission. Tout d’abord, protéger les territoires des pays du pacte de Varsovie contre toute attaque éventuelle venue de la mer et ensuite, en cas d’offensive contre l’OTAN, neutraliser au plus vite les forces maritimes adverses et couper ses lignes de ravitaillement.
Cette stratégie a conduit à la constitution d’une redoutable flotte de guerre. Pour assurer sa vocation défensive, la marine soviétique s’est doté de nombreuses petites unités, déployées uniquement sur les eaux territoriales du bloc de l’Est. L’autre composante est au contraire susceptible d’intervenir partout dans les mers du globe : en Méditerranée, dans l’océan Indien, en mer de Chine méridionale et dans l’Atlantique Sud.

## Composantes, forces et faiblesses

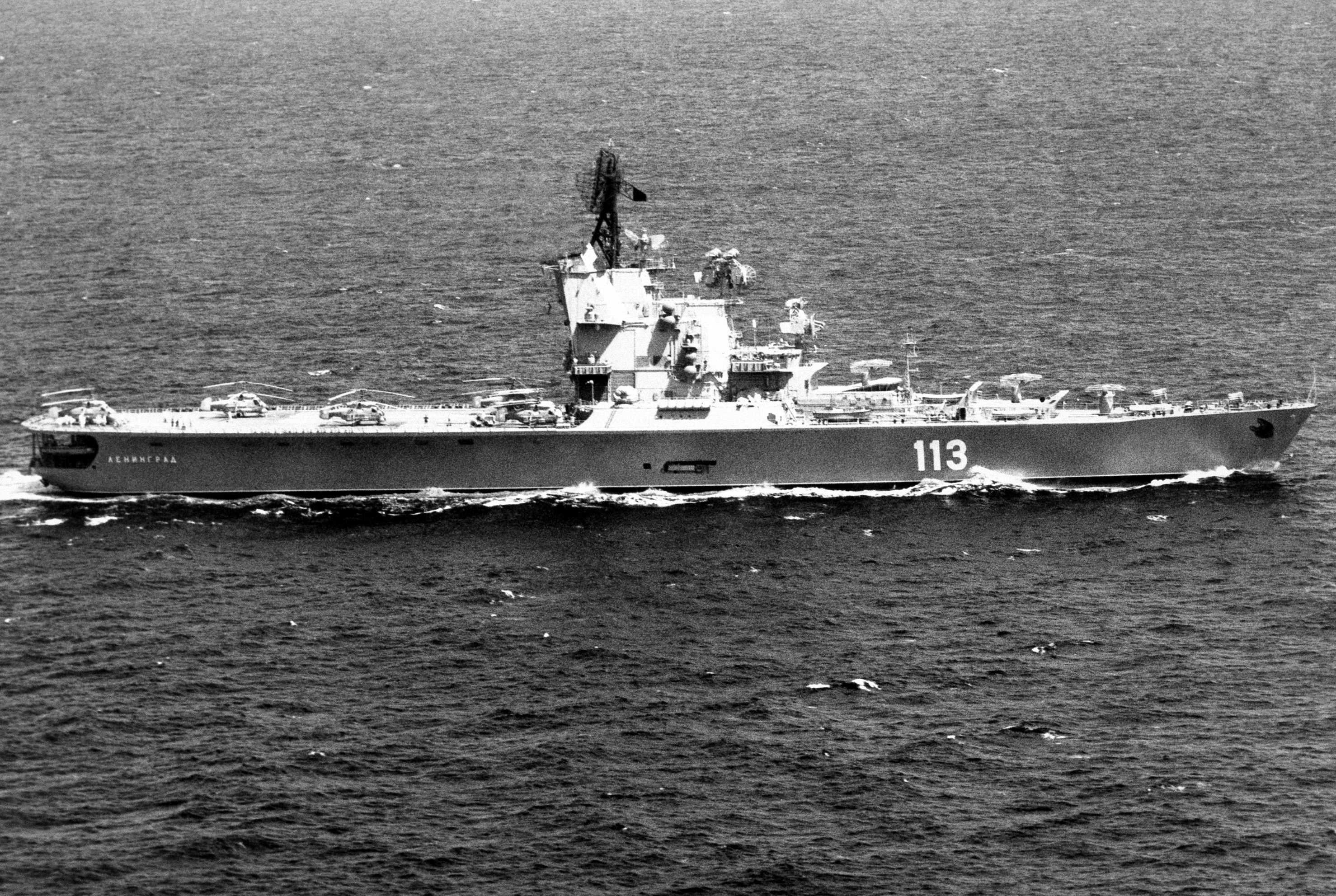
Porte-hélicoptères classe Moskva.

Avec ses 460 000 hommes, ses plus de 1 600 navires de guerre de tout type construit dans ses nombreux chantiers navals soit environ 3,5 millions de tonnage, ses 1 400 aéronefs, la flotte soviétique était dans les années 1980 véritablement imposante.
Cette course au tonnage aussi impressionnante soit-elle ne doit pas faire oublier les faiblesses de cette marine.
Les jours passés en mer sont inférieurs en nombre à ceux des principales autres marines et l’entraînement et la formation des équipages laissent à désirer.
La qualité des navires était en général inférieure à ceux de l’Ouest ce qui avec un entraînement relativement faible conduisait (et conduit encore avec la marine russe) à de nombreux accidents.
La géographie même de l’URSS était un désavantage, ses bases navales étaient soit bloquées par la glace la majeure partie l’année comme celles dans la région de Mourmansk, soit dans des mers dont les détroits étaient sous contrôle étranger comme la mer Noire pour les installations de Crimée, la mer Baltique pour Leningrad et Kaliningrad ou sous étroite surveillance comme la mer du Japon pour les bases de Vladivostok.

### Aéronautique navale

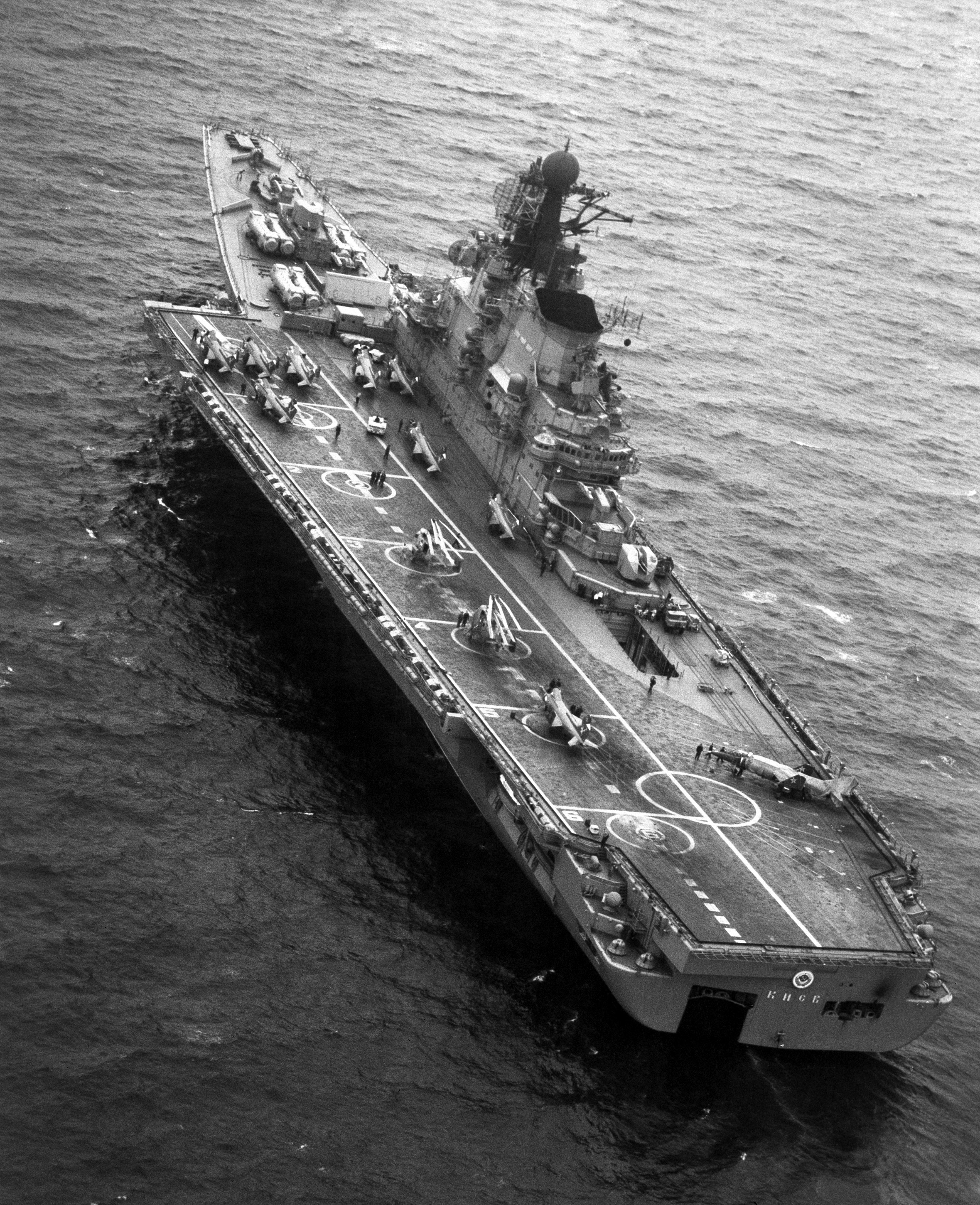
Le porte-aéronefs Kiev en 1985. Actuellement transformé en navire-musée en République populaire de Chine.

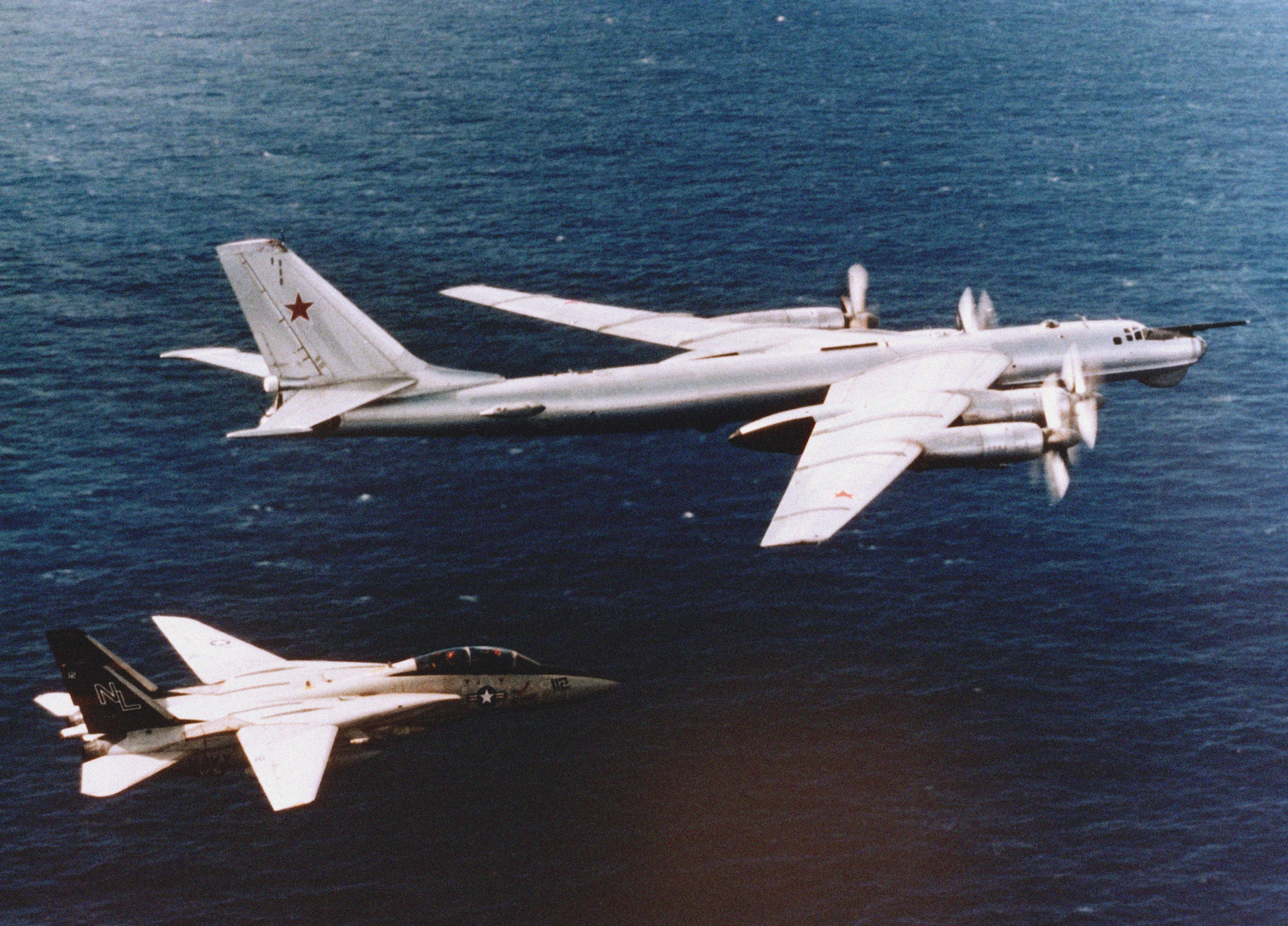
Tu-142 Bear-F suivi par un F-14 de l'US Navy.

L’aviation navale soviétique était très développée mais l’immense majorité de cette flotte de 1 400 appareils dont 250 hélicoptères était basée à terre. L’aviation embarquée (des Yakovlev Yak-38 Forger) à bord des 4 porte-aéronefs de classe Kiev entré en service à partir de 1972 qui bien que déplaçant 37 000 t était inférieur en quantité et puissance de feu à celle d’un seul porte-avions américain. Un porte-aéronefs de 59 000 t, l'Amiral Kouznetsov entra en service le 29 janvier 1991 peu de temps avant la chute de l’URSS. Il constitua un sérieux progrès par rapport au Kiev avec l’équivalent de la capacité du porte-avions Clemenceau. Un navire de la même classe fut mis en chantier mais fut vendu par l'Ukraine à la Chine en 2000 en l’état. Achevé à 70 %, reconstruit, il est en 2012, le premier porte-avions de la marine chinoise sous le nom de Liaoning (16). Un porte-avions nucléaire, l'Oulianovsk est mis sur cale en décembre 1988, mais ne fut jamais terminé.
La principale force de l’aéronavale était constituée par les centaines de bombardiers et d’avions de lutte anti-sous-marine à long rayon d’action pouvant traquer l’ennemi jusqu’au milieu de l’Atlantique, celle-ci était composée de Tupolev Tu-16 Badger, Tupolev Tu-95 Bear et surtout à partir des années 1970 des Tupolev Tu-22M Backfire qui sont toujours au début du XXIe siècle considérés comme une mortelle menace pour toute flotte qui aurait à les affronter.

### Forces sous-marines

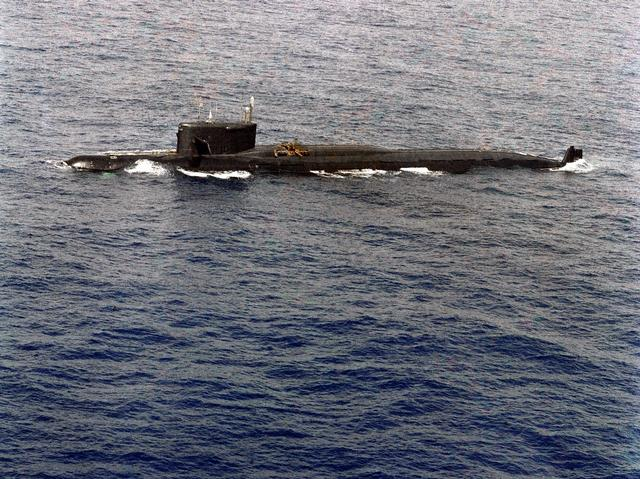
K-219, un SNLE classe Yankee, trois jours après son accident.

Les sous-marins de tous types ont représenté une part majeure de la flotte avec plus de 55 % du tonnage globale dans les années 1980 (376 sous-marins en 1983, l’US Navy à la même époque : 130 sous-marins, soit 26 % du tonnage).
Ils étaient chargés, en cas de nouvelle bataille de l’Atlantique, d’interrompre le trafic maritime entre l’Amérique du Nord et l’Europe, conditionnant l’arrivée sur le théâtre d’opérations des renforts américains, d’interdire l’approche de l’URSS aux groupes aéronavals de l’US Navy, protéger la composante sous-marine des forces nucléaires stratégiques (67 SNLE et 15 sous-marins classiques porteurs de missiles balistique) et traquer les SNLE de l’OTAN.
La rapidité des constructions des sous-marins nucléaires (12 à 18 mois pour la 1re et la 2e génération) s'est faite au détriment de la qualité. De 1967 à 1990, les Soviétiques ont compté 340 fuites sur les circuits primaires et « perdu » 7 sous-marins nucléaires. La première génération de SNLE était ainsi surnommée « le faiseur de veuves ». En 1992, les autorités ont confirmé la perte d'au moins 20 sous-marins de tous types en temps de paix.
Jusqu'aux années 1970, les sous-marins soviétiques étaient plus bruyants que leurs homologues de l'ouest et moins fiables, les dernières classes produites dans les années 1980 corrigent ces défauts.

### Forces de surface

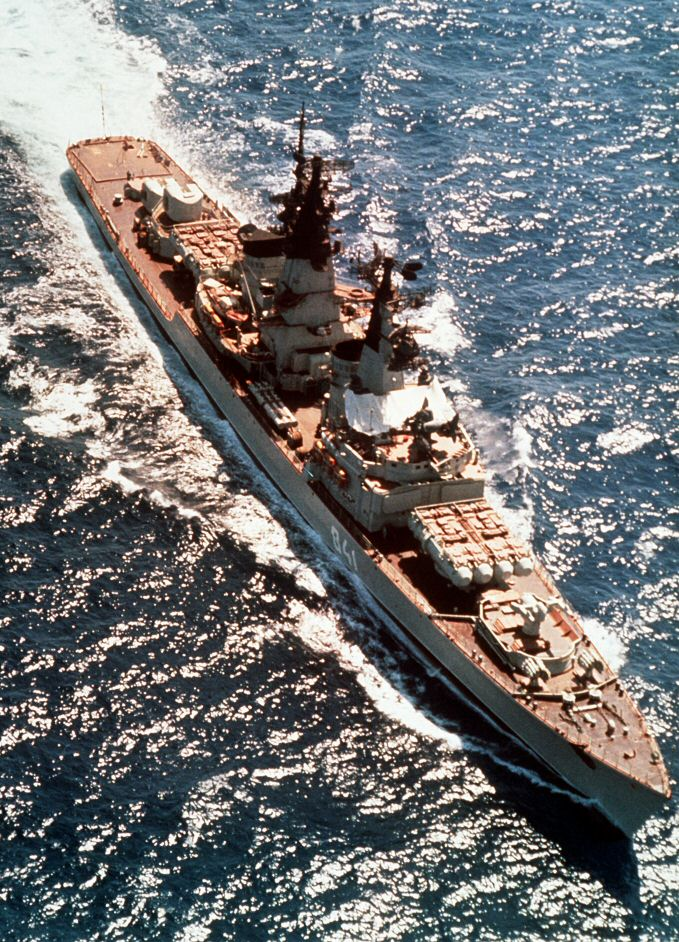
Un des quatre croiseurs Projet 58 en 1990.

À partir des années 1960, on vit apparaître un nombre croissant de grands navires de surface avec notamment le premier des croiseurs porte-hélicoptères de classe Moskva en 1962. Dans les années 1980, près de 400 étaient en service.
On compta plusieurs dizaines de croiseurs en service comme les Projet 58 et pouvant aller pour les quatre classe Kirov à propulsion nucléaire navale jusqu'à 25 000 t (ce qui incita à la remise en service dans l’US Navy des cuirassés de classe Iowa datant de la Seconde Guerre mondiale).
Les porte-aéronefs étaient surtout destinés à la lutte anti-sous-marine et à la défense aérienne. Ce type de navires est également très utile dans la gestion d’une crise locale.
Plus d’une centaine de destroyers, une centaine de frégates complétaient le dispositif et permettaient aux escadres soviétiques de montrer le drapeau rouge loin de la mère patrie.
Plus de 150 corvettes et de 400 patrouilleurs s’occupaient de la surveillance des eaux territoriales.

### Infanterie de marine

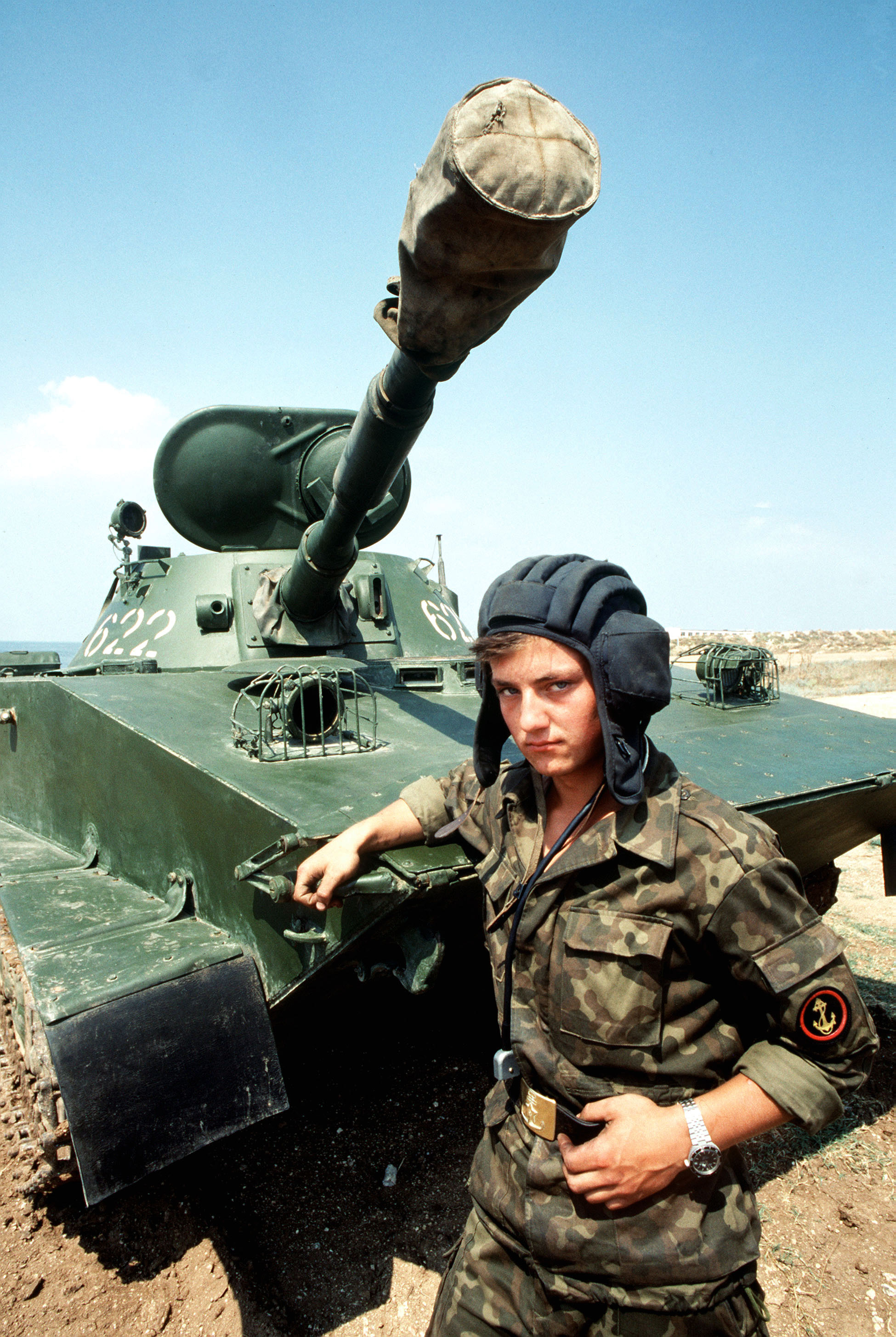
Char léger PT-76 de l'infanterie de marine soviétique.

L’infanterie de marine soviétique fut dissoute en 1947, après un passé historique rempli de gloire sur le front de l'Est. Ce n’est qu’en 1963 qu’elle fut reconstituée, certainement influencée par les actions spectaculaires des Royal Marines, des US Marines et des forces françaises au Proche-Orient.

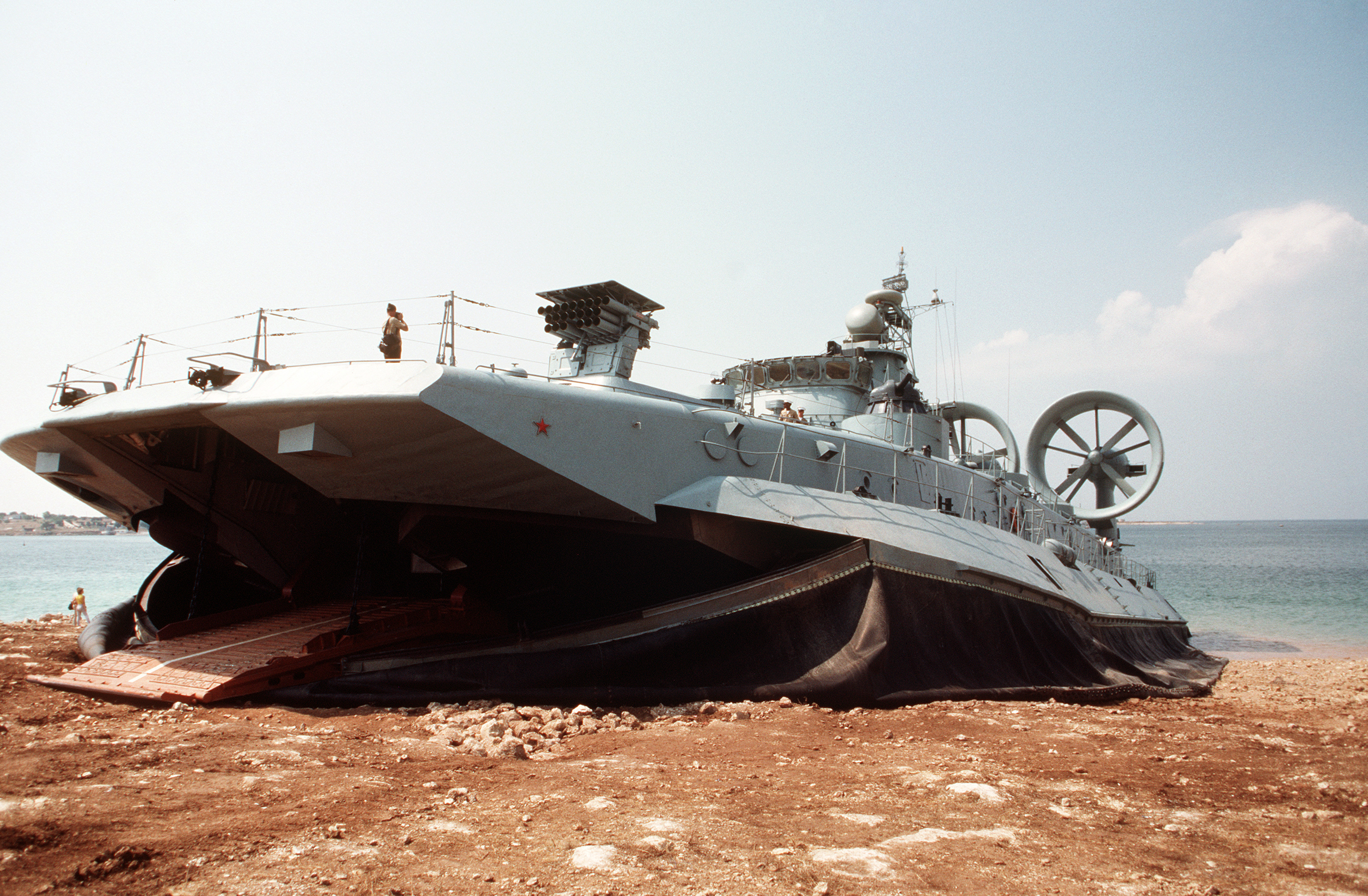
Aéroglisseur Zoubr de la marine soviétique en 1989.

Au terme des années 1960, l’infanterie de marine compte 8 000 hommes. Dans les années 1980, on compta de 12 000 à 15 000 hommes répartis en cinq régiments amphibies. Ils sont déployés dans les 4 flottes soviétiques.
80 bâtiments de débarquement et de grands aéroglisseurs permettent le transport de ces troupes d’élite.

### Flotte civile

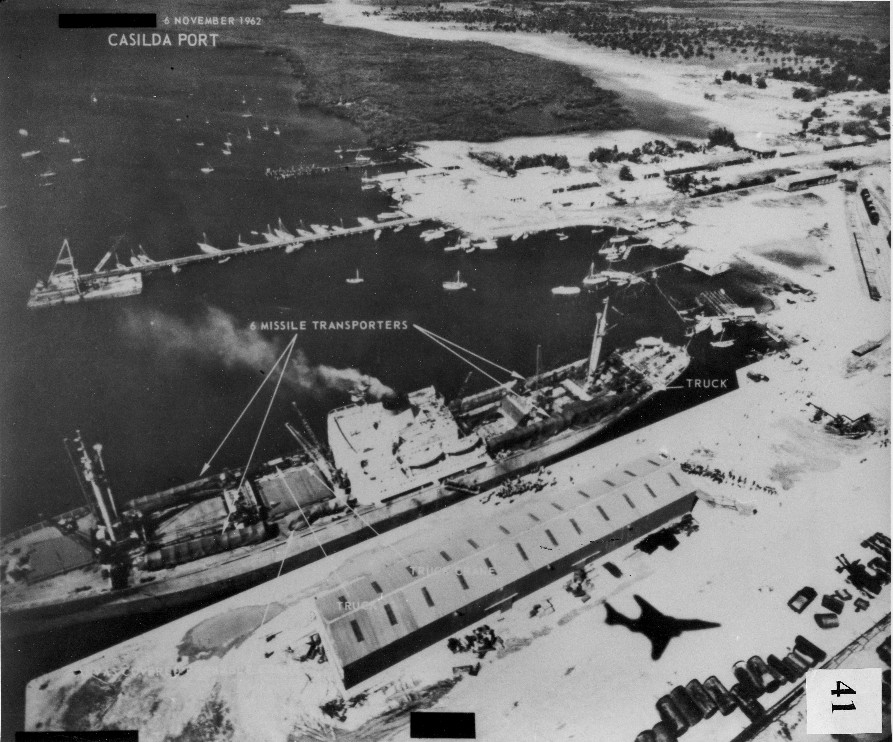
Un cargo soviétique de la classe Leninskiy Komsomol avec à son bord des missiles balistiques durant la crise de Cuba le 6 novembre 1962.

Le gouvernement soviétique développa une flotte de commerce qui passe de, 1956 à 1976, du 26e au 6e rang mondial. L’effort perdura en la matière jusqu’en 1981 et permit entre autres à l'URSS de prendre des parts de marché du commerce international grâce au dumping, en 1983, elle se classera au 5e rang. En 1976, l’URSS possède un tiers de la flotte mondiale de pêche grâce à des efforts entrepris à partir de 1959. De nombreux navires de recherches scientifique sont également construits. Ces navires sont propriétés de l’État soviétique et sont un précieux auxiliaire de la marine militaire.

## Commandants en chef des forces navales soviétiques
- Vassili Mikhaïlovitch Altfater (octobre 1918 – avril 1919)
- Evgueni Andreïevitch Behrens (mai 1919 – février 1920)
- Alexandre Vassilievitch Nemitz (février 1920 – décembre 1921)
- Edouard Samoïlovitch Pantserjanski (en) (décembre 1921 – décembre 1924)
- Viatcheslav Ivanovitch Zof (en) (décembre 1924 – août 1926)
- Romouald Adamovitch Mouklevitch (en) (août 1926 – juillet 1931)
- Vladimir Mitrofanovitch Orlov (en) (juillet 1931 – juillet 1937)
- Mikhaïl Vladimirovitch Viktorov (en) (août 1937 – janvier 1938)
- Piotr Andreïevich Smirnov (en) (janvier – août 1938)
- Mikhaïl Petrovitch Frinovski (septembre 1938 – avril 1939)
- Nikolaï Guerassimovitch Kouznetsov (avril 1939 – janvier 1947)
- Ivan Stepanovitch Youmachev (en) (janvier 1947 – juillet 1951)
- Nikolaï Gerassimovitch Kouznetsov (juillet 1951 – janvier 1956), second commandement
- Sergueï Gueorguïevitch Gorchkov (janvier 1956 – décembre 1985). Considéré comme l'officier qui a le plus réformé la marine soviétique
- Vladimir Nikolaïevitch Tchernavine (en) (1985 – 1992)

## Ordre de bataille de la flotte soviétique en 1983
Effectif : 460 000 hommes dont 345 000 appelés.
Flotte de combat :
- 67 SNLE (classe Hotel, classe Yankee, classe Delta, classe Typhoon) ;
- 15 sous-marins à propulsion conventionnelle lanceurs d’engins (classe Golf)
- 48 SSGN (classe Echo, classe Papa, classe Charlie, classe Oscar) ;
- 17 sous-marins à propulsion conventionnelle dotée de missiles de croisières (SSG) (classe Whiskey, classe Kilo) ;
- 70 sous-marins nucléaire d’attaque (SNA) (classe November, classe Victor, classe Alfa,classe Mike, classe Sierra, classe Akoula) ;
- 159 sous-marins classiques (classe Whiskey, classe Zulu, classe Foxtrot, classe Romeo, classe Tango, classe Kilo) ;
- 3 porte-aéronefs (classe Kiev) ;
- 2 croiseur porte-hélicoptères (classe Moskva) ;
- 2 croiseurs à propulsion nucléaire (classe Kirov) ;
- 30 croiseurs lanceurs lance-missiles (classe Kynda, classe Kresta, classe Kara, classe Slava) ;
- 11 croiseurs légers et de commandement ;
- 105 destroyers de tous types (dont les classe Oudaloï et classe Sovremenny)
- 99 frégates (dont 37 anti-sous-marines de classe Riga) ;
- 61 bâtiments légers ;
- 131 corvettes anti-sous-marines ;
- 27 corvettes lance-missiles (classe Nanuchka) ;
- 100 patrouilleurs lance-missiles ;
- 62 hydroptères ;
- 194 patrouilleurs rapides ou de surveillance côtière ;
- 355 mouilleurs de mines et chasseur de mines.

Flotte amphibies :
- 30 grands navires de débarquement
- 1 LST (classe Ivan Rogov) ;
- 50 bâtiments de débarquements moyens.

Aéronautique navale : 1 400 appareils dont :

La Nouvelle-Zemble dans l'océan arctique est une des zones où étaient envoyés par le fond les déchets nucléaires de l’ère soviétique :
1 : Deux réacteurs nucléaires
2 : Deux réacteurs nucléaires et 60 % du combustible nucléaire du brise-glace Lénine en conteneurs
3 : Seize réacteurs nucléaires et 11000 conteneurs de déchets radioactifs
4 : Le sous-marin K-27 avec ses deux réacteurs
5 : Six réacteurs nucléaires

- avion de patrouille maritime : 87 Tu-16 Badger, 45 Tu-95 Bear, 6 Tu-22 Blinder
- bombardiers : 85 Tu-22M Backfire, 270 Tu-16 Badger, 40 Tu-22 Blinder
- avions d’attaque : 55 Yak-38 Forger, 40 Su-17 Fitter
- lutte anti-sous-marine : 50 Tu-95 Bear, 90 Be-12 Mail, 50 Il-38 May
- hélicoptères de lutte anti-sous-marine : 250 Ka-25 Hormone, Ka-27 Haze et Helix

## Recyclage des navires à propulsion nucléaire
L’Union soviétique avait détenu l'hégémonie mondiale pour le nombre de navires à propulsion nucléaire construits, à savoir quelque 250 sous-marins, cinq bâtiments de surface, dont plusieurs croiseurs lance-missiles et huit brise-glaces soit environ 900 réacteurs nucléaires.
Cependant, aucune infrastructure n’avait été mise en place pour le démantèlement de ces navires ayant passé le seuil limite de leur durée d’exploitation ni même de sites de stockage et de recyclage du combustible nucléaire usé et d’autres déchets radioactifs tant liquides que solides.
C’est ainsi que la Russie s’est retrouvée face à cet énorme problème qu’est celui du nettoyage de ses eaux territoriales et de son sol de cette « richesse radioactive invendable » que l’on désigne aussi sous le nom de « tchernobyls flottants ».
En 2002, lors du 28e sommet du G8, il fut décidé que jusqu'à vingt milliards de dollars américains seraient consacrés à « la destruction des armes chimiques, le démantèlement des sous-marins nucléaires mis hors service, l'élimination des matières fissiles et le recrutement d'anciens chercheurs du secteur de l'armement » dont une majeure partie pour régler ce problème.
Début 2007, le poids total des matériaux radioactifs devant être retraités dépasse les 150 000 tonnes. Les submersibles nucléaires en attente de désossage représentent une masse de métal d’un million et demi de tonnes.
Quatre milliards de dollars seront nécessaires pour ces travaux auxquels il faudra ajouter les opérations de réhabilitation des territoires contaminés.
Les autorités russes dépensent 70 millions de dollars et la communauté internationale débourse un peu plus de cette somme annuellement pour ces travaux. Entre autres, l'Allemagne construit dans la baie de Saïda un centre de stockage pour les réacteurs démantelés et l'Italie fournit un navire pour le transport des déchets radioactifs.
D'ici 2012, on estime qu'il n'y aura pratiquement plus de sous-marins nucléaires à démanteler, il faudra encore régler le problème du retrait du combustible nucléaire consumé des bases côtières, celui de la réhabilitation des territoires contaminés, etc. Ce qui nécessitera beaucoup de temps encore.